# Schneeberg (Niederösterreich)
Schneeberg este un munte care face parte din grupa Alpilor Calcaroși de Nord din Niederösterreich. Vârful cel mai înalt („Klosterwappen” cu altitudinea de 2.076 m deasupra n.m.), face parte din vârfurile de peste 2000 m înălțime, mărginiți la est de Depresiunea Vienei.